# Бруссар, Жозеф
Жозеф Бруссар (фр. Joseph Broussard; 1702, Новая Шотландия — 1765, Луизиана) — лидер вооружённого сопротивления франко-акадского населения в Канаде во 2-й половине XVIII века.

## Биография
Родился в 1702 году в поселении Порт-Рояль в Нова Скотии в семье Жана-Франсуа Бруссара и Катрин Ришар. В сентябре 1725 году женился, имел 11 детей.
После помощи французским войскам в вооружённом конфликте с англичанами в 1747 году вместе с 11 соратниками был объявлен вне закона губернатором Массачусетса Уильямом Ширли. В 1755 году во время осады английскими войсками французского форта Босежур участвовал в боях с британскими солдатами, захватив в плен английского офицера. После капитуляции форта 16 июня 1755 года во главе отряда из 60 французов и союзных индейцев храбро атаковал британский лагерь, потеряв в бою всего одного человека. В течение 1755—1758 годов во время депортации франкоакадского населения британскими властями (депортации акадийцев) неоднократно возглавлял вооружённые восстания франко-акадцев. В 1758 годах снарядил корабль, на котором вместе со своими сторонниками плавал в заливе Фанди, нападая на англичан. После захвата корабля англичанами бежал в Мирамичи и затем — в форт Эдвард. Попал в плен к британцам в 1762 году и был заключён с другими акадцами в Галифаксе. Освобождён в 1764 году. С разрешения британских властей с частью населения переселился в Доминику, однако, не выдержав непривычного климата, вместе с выжившими переселился в Луизиану в начале 1765 года. 8 апреля 1765 года пожалован комендантом Луизианы чином капитана милиции и командующего акадским ополчением региона Атакапа. Скончался несколько месяцев спустя в Луизиане.